# 韋業祥
韋業祥（生年不詳—1882年），字伯謙。廣西省桂林府永寧州壽城（今屬廣西壯族自治區永福縣）人，韋世炳之子。清朝政治人物。 

## 經歷
同治三年（1864年）甲子鄉試第二十一名舉人。
同治四年（1865年）乙丑科會試第一百二十三名，殿試第二甲第五名進士出身。選翰林院庶吉士。
六年（1867年）：翰林院散館，授編修。
十一年（1872年）：以翰林院編修簡放貴州學政。
十三年（1874年）：翰林院編修，仍差貴州學政。京察一等以道府用。
光緒七年（1881年）：四月補授直隸河間府知府。晉鹽運使銜。
八年（1882年）六月二十八日卒於任上。